# André Bösiger
 André Bösiger (né le 22 juillet 1913 à Perrefitte ; mort à Genève le 13 avril 2005) est un syndicaliste anarchiste suisse. Militant de la Ligue d’Action du Bâtiment à Genève, il collabore au Réveil anarchiste et au Centre international de recherches sur l'anarchisme (Lausanne).

## Biographie
Ouvrier du bâtiment, il adhère à 19 ans la Ligue d'Action du Bâtiment, où il se lie d'amitié avec les anarchistes Luigi Bertoni (rédacteur du Réveil Anarchiste) et Lucien Tronchet. La Ligue d'Action du Bâtiment pratique activement le sabotage et l'action directe ainsi que l'aide aux chômeurs expulsés de leurs logements. 
Il milite également dans le groupe anarchiste de Genève et participe aux activités de la Libre-Pensée.
Le 9 novembre 1932, il prend part à la manifestation du 9 novembre 1932, dont l'objectif est d'empêcher la tenue d'une conférence publique de l'Union nationale, parti politique fasciste créé par Georges Oltramare, dans la salle communale de Plainpalais à Genève. Les incidents se terminent tragiquement. En effet, la troupe, appelée en renfort pour le maintien de l'ordre est inexpérimentée et mal commandée. Après que plusieurs soldats ont été agressés et désarmés, les officiers donnent l'ordre d'ouvrir le feu. Le bilan sera lourd : treize personnes trouvent la mort et 65 autres sont blessées. Parmi les victimes de la fusillade se trouve son meilleur ami, Melchior Allemann. 
Condamné à deux reprises pour insoumission à l'armée, il purge une première peine de deux mois en 1934, puis une autre de seize mois qui s'achève en mars 1937,.
Pendant la guerre d'Espagne, il procure des armes aux compagnons de la CNT et assure la prise en charge d'orphelins, et est expulsé de France pour ces actions.
Licencié pour « activité syndicale », il devient braconnier, puis ravitaille lors de la Seconde Guerre mondiale les maquis de la résistance française.
En 1957, il participe à la fondation du Centre International de Recherche sur l'Anarchisme (CIRA) de Genève.
Pendant la Guerre d'Algérie, il héberge des indépendantistes et des insoumis de l'armée française.
Le 19 juillet 1990, il perd sa compagne Ruth Bösiger (militante libertaire comme lui)[réf. souhaitée].

## Œuvres
- Souvenirs d'un rebelle, Canevas éditeur, 1992.
- Souvenirs d’un rebelle - Soixante ans de lutte d’un libertaire jurassien, avec la collaboration d’Alexandre Skirda, texte présenté par Marianne Enckell et Ariane Miéville, dessins de Jean-Pierre Ducret, Atelier de création libertaire, 2017,  (ISBN 978-2-35104-097-3), présentation éditeur.

### Filmographie
- Daniel Künzi, Anarchisme mode d'emploi, Genève, Société Productions Maison, voir en ligne, notice.
- Bernard Baissat, Alexandre Skirda, André Bösiger, libertaire jurassien, Association Bonnes Bobines, 1993, voir en ligne.

### Notices
- Dictionnaire des anarchistes, « Le Maitron » : notice biographique.
- Chantier biographique des anarchistes en Suisse : notice biographique.
- L'Éphéméride anarchiste : notice biographique.
- Centre international de recherches sur l'anarchisme (Lausanne) : notice bibliographique.
- Mémoires d'Ici : dossier de presse.